# Mũi Agulhas

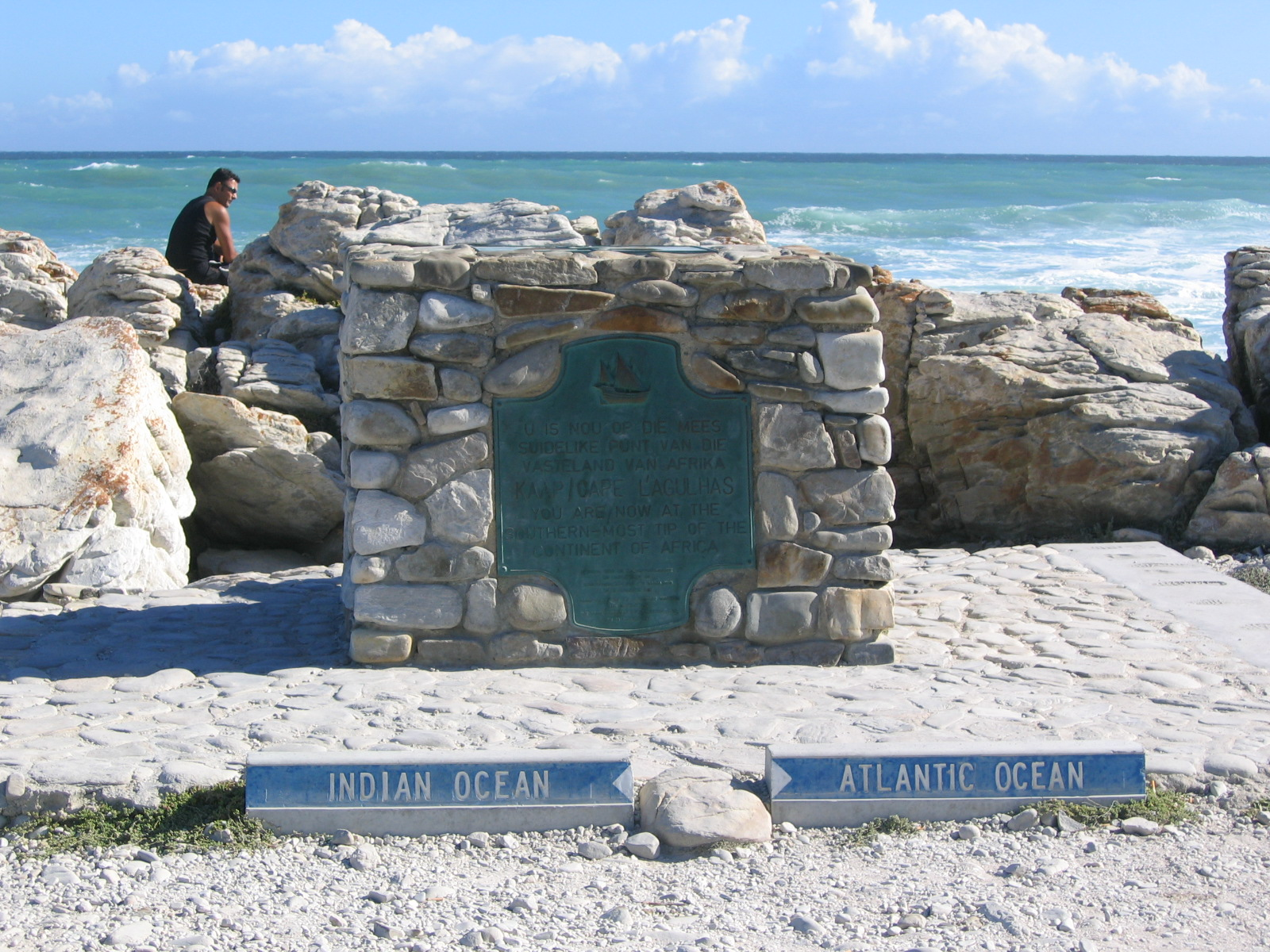
Cột mốc biên giới giữa Ấn Độ Dương và Đại Tây Dương, ở vào mũi Agulhas.

Mũi Agulhas (chữ Bồ Đào Nha: Cabo das Agulhas, chữ Anh: Cape Agulhas) là điểm cực nam của lục địa châu Phi, nằm ở toạ độ 34°49′42″ vĩ nam, 20°00′33″ kinh đông. Mũi Agulhas đồng thời được định nghĩa là chỗ giáp giới của Ấn Độ Dương và Đại Tây Dương. Trong lịch sử, mũi Agulhas là một vùng biển nguy hiểm nổi tiếng, nó nằm ở khu vực thôn quê cách Cape Town 170 kilômét (105 dặm Anh) về phía đông nam. Nhà hàng hải Bồ Đào Nha đem nó đặt tên là mũi Agulhas, dịch nghĩa là mũi Kim (la bàn), nguồn gốc của tên này, là cực Bắc từ của khu vực này trùng khớp với phương hướng của cực Bắc địa lí.
Có rất nhiều người, rất nhiều quyển sách đều cho rằng điểm cực nam của lục địa châu Phi là mũi Hảo Vọng. Kì thực, mũi Agulhas mới là điểm cực nam của lục địa châu Phi, khoảng cách giữa nó và mũi Hảo Vọng là 147 kilômét.

## Lịch sử

### Phát hiện

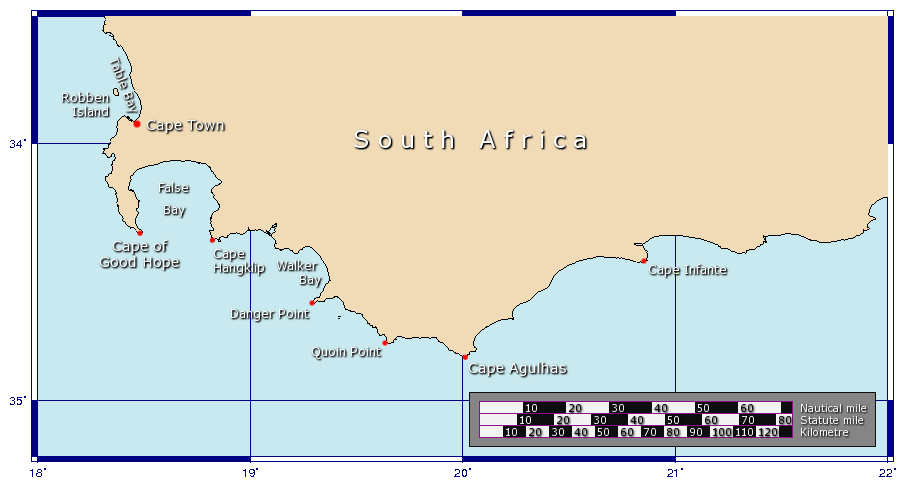
Bản đồ mũi Agulhas và mũi Hảo Vọng.

Tháng 8 năm 1487, Bartolomeu Dias - nhà hàng hải Bồ Đào Nha, xuất phát từ Lisbon, đi về phía nam men theo bờ biển Tây châu Phi, lúc đến cảng Walvis gặp phải gió bão, đã trôi nổi trên biển cả 12 ngày đêm, cuối cùng neo đỗ tại vịnh Mossel - bờ biển Nam châu Phi, vào ngày 3 tháng 2 năm 1488. Trong cung đường trở về, đã gặp phải sóng lớn gió dữ tại mũi Hảo Vọng, hiểu lầm rằng ông đã đến "điểm cực nam của lục địa châu Phi", liền lấy tên mũi Bão Táp đặt cho mũi đất này. João II - quốc vương Bồ Đào Nha, đem nó đổi tên thành "mũi Hảo Vọng". Nghĩa là đi vòng qua mũi đất này thì ta có thể đến được phương Đông dồi dào sản vật, đông đúc dân số, con đường thương mại sẽ được khai thông. Từ góc độ hình dạng mà nhìn, mũi Hảo Vọng cao ngất và hiểm trở, mũi Agulhas thì ôn hoà hơn rất nhiều, sóng gió cũng ít hơn.
Bãi biển của mũi Agulhas không có vách núi, sườn núi dốc đứng như mũi Hảo Vọng, cũng không có sóng gió hãi hùng như mũi Hảo Vọng, ven biển chỉ có đống đá lộn xộn, sóng vỗ ập bờ, bờ biển rất bằng phẳng. Chỗ này là chân trời góc biển của lục địa châu Phi, cũng là đường phân giới địa lí giữa Đại Tây Dương và Ấn Độ Dương. Một toà bia đá khối lập phương đứng vững trên bờ biển bao quanh bởi đống đá lộn xộn, rất tĩnh lặng. Vẻ đẹp huy hoàng của mũi Hảo Vọng đã che lấp vẻ đẹp của mũi Agulhas, du khách nơi đây cũng không nhiều. Người Bồ Đào Nha không để lại quá nhiều vết tích ở nơi đây. Tháp hải đăng trên quả đồi quan sát một cách trung thực vùng biển cả yên lặng nhưng lạ thường - hải lưu ấm Mozambique và hải lưu ấm Agulhas ở Ấn Độ Dương xuôi theo bờ biển Đông châu Phi mà đi xuống phía nam, hải lưu lạnh Benguela ở Đại Tây Dương men theo bờ biển Tây châu Phi mà đi lên phía bắc, hai đại dương hội tụ tại chỗ này, nước biển của Ấn Độ Dương ấm hơn một chút so với Đại Tây Dương. Tuy nhiên, theo người ta nói gió bão và sóng lớn ở vùng biển mũi Agulhas vào mùa đông vô cùng nổi tiếng. Lúc gió yên sóng lặng, đó đang là mùa hè.

### Sai lầm
Liên quan đến sai lầm của mũi Hảo Vọng là do lịch sử tạo ra, ngoài điều kiện tự nhiên của mũi Hảo Vọng có sức hấp dẫn hơn mũi Agulhas ra, lai lịch của mũi Hảo Vọng cũng lớn hơn so với mũi Agulhas.
Dựa vào khái niệm sai lầm về mũi Hảo Vọng, rất nhiều tài liệu nói rằng: "Mũi Hảo Vọng là đường phân giới và chỗ hội tụ của Ấn Độ Dương và Đại Tây Dương". Kì thực, đường phân giới địa lí của hai đại dương này vẫn là mũi Agulhas, hơn nữa chỗ hội tụ thực tế của nó thì không ngừng di động trong vùng biển giữa mũi Agulhas và mũi Hảo Vọng, với sự thay đổi của cường độ hải lưu, chênh lệch nhiệt độ và độ lớn lực hấp dẫn của Mặt Trăng cho nên nó không ngừng biến động, hoàn toàn không phải là nhất thành bất biến, giữ vững trên một đường thẳng.
Tháng 8 năm 1487, Bartolomeu Dias - nhà hàng hải Bồ Đào Nha, hiểu lầm rằng ông đã đến "điểm cực nam của lục địa châu Phi", liền lấy tên "mũi Bão Táp" đặt cho mũi đất này. João II - quốc vương Bồ Đào Nha, cho biết việc phát hiện mũi Bão Táp là một điềm tốt, bởi vì đi vòng qua mũi đất này thì ta có thể đến được phương Đông dồi dào sản vật, đông đúc dân số, bèn đem nó đổi tên thành mũi Hảo Vọng. Từ đây nhìn ra rằng, đem "mũi Hảo Vọng" ngộ nhận thành "điểm cực nam của lục địa châu Phi" trước tiên là sai lầm của lịch sử.
Đáng mừng là, sai lầm này về sau đã được phương Tây cải chính. Năm 1966, một nhà báo Pháp đã công tác 17 năm tại châu Phi, đã viết quyển Lịch sử Nam Phi, trong sách có đoạn: "Điểm cực nam của lục địa châu Phi là khu vực này (mũi Agulhas), mà không phải là mũi Hảo Vọng như mọi người thường hay biết".

## Địa lí

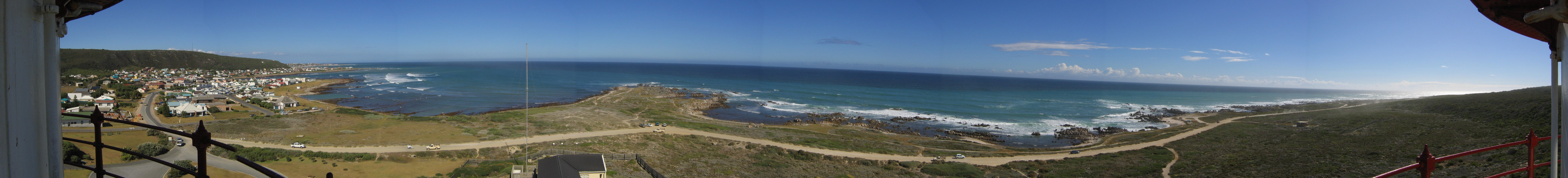
Mũi Agulhas

Mũi Agulhas là điểm cực nam của lục địa châu Phi, nằm ở khu vực thôn quê cách Cape Town 170 kilômét về phía đông nam. Trên bia đá cao hơn nửa người, chữ Afrikaans và chữ Anh - hai loại ngôn ngữ chính thức của Cựu Nam Phi, ghi rõ: "Bạn hiện tại đến được mũi Agulhas - điểm cực nam của lục địa châu Phi", bên dưới ghi rõ vị trí địa lí - 34°49′42″ vĩ nam, 20°00′33″ kinh đông. Trên nền đá hướng phía tây viết Ấn Độ Dương, hướng phía đông viết Đại Tây Dương.
Mũi Agulhas trong tiếng Bồ Đào Nha nghĩa là "kim la bàn", tên này bắt nguồn từ một hiện tượng thú vị: Tàu biển mỗi khi đến mũi biển này - điểm cực nam của lục địa châu Phi, kim nam châm của la bàn luôn chỉ về hướng chính bắc mà không có góc lệch chút nào. Bởi vì cực Bắc từ của khu vực này trùng khớp với phương hướng của cực Bắc địa lí.
Tổ chức Đo lường Hải đạo Quốc tế đem mũi Agulhas định nghĩa là biên giới giữa biển và đại dương, điểm phân giới giữa Ấn Độ Dương và Đại Tây Dương. Hải lưu ấm Agulhas ở phía nam mũi Agulhas men theo bở biển Đông châu Phi chảy vào Ấn Độ Dương. Một phần dòng nước của hải lưu hình thành hoàn lưu tại mũi Agulhas, rồi bị phản xạ đi về phía nam Đại Tây Dương, mang đến nhiệt lượng và độ mặn cho hải dương lân cận. Quá trình này là một vòng Tuần hoàn nhiệt muối đại dương trọng yếu giúp trao đổi nhiệt lượng và độ mặn toàn cầu.
Cái khác biệt với mũi Hảo Vọng chính là, mũi Agulhas không quá nổi tiếng, cũng không hoàn toàn nổi bật. Nó do một dãy đường bờ biển chuyển sang thoai thoải do bờ biển đá tạo thành. Một cột mốc đo lường ghi rõ vị trí của mũi Agulhas, nếu không ghi thì khó tìm ra vị trí chính xác của mũi Agulhas. Nước gần bờ tương đối nông, là một ngư trường nổi tiếng của Nam Phi.
Những hòn đá tạo thành mũi Agulhas thuộc nhóm Núi Bàn, có lúc cũng được gọi là sa thạch Núi Bàn. Chúng có liên quan chặt chẽ với kết cấu địa chất của các vách đá hùng vĩ ở núi Bàn, mũi Point và mũi Hảo Vọng.

### Đắm tàu

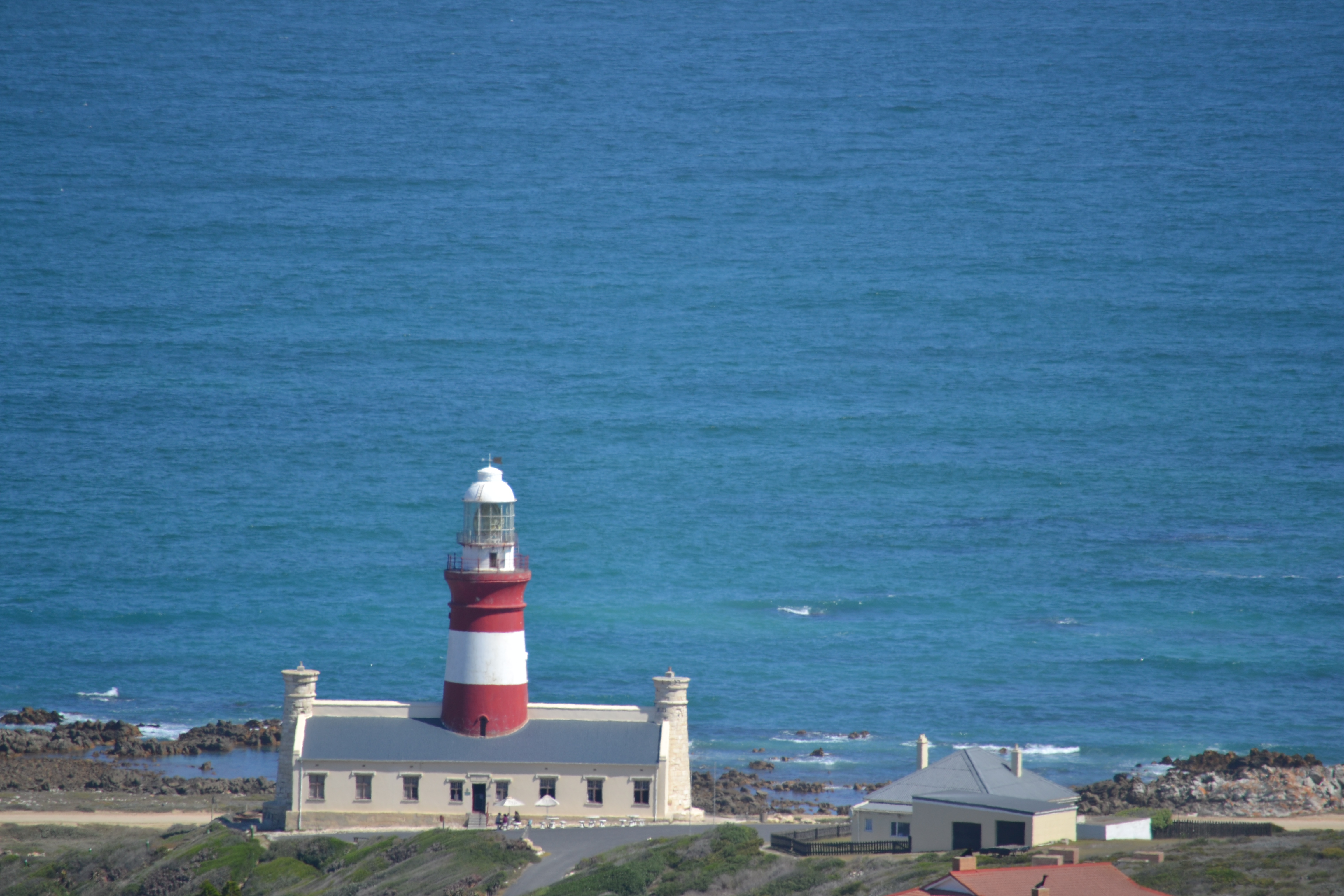
Tháp hải đăng ở mũi Agulhas.

Gió bão và sóng lớn ở vùng biển mũi Agulhas vào mùa đông vô cùng nổi tiếng. Sóng lớn ở nơi đây có thể cao đến 30 mét, thậm chí tàu lớn sẽ bị đắm tàu. Có rất nhiều yếu tố dẫn đến tình huống này. Đới gió gầm thét 40 độ (en) tự nhiên quét từ tây sang đông ở nơi đây đồng hướng với hải lưu cực vòng Nam Cực rét lạnh, tranh đoạt với hải lưu Agulhas - hải lưu ấm khu vực Agulhas. Mật độ của những hải lưu tranh đấu lẫn nhau thế này không giống nhau, hơn nữa hướng gió Tây đúng lúc ngược hướng với hải lưu Agulhas. Những cơn gió và hải lưu không giống nhau này sẽ hình thành sóng biển vô cùng nguy hiểm. Cộng thêm dòng nước phía trước mũi Agulhas khá nông. Thềm lục địa ở chỗ đó từ mũi Agulhas liên tục kéo dài 250 kilômét về phía nam, sau đó đột nhiên rơi xuống đến đồng bằng biển thẳm.
Do mũi Agulhas là vùng biển nguy hiểm nổi tiếng, lúc đó đã có rất nhiều thuyền tàu chìm đắm. Nơi đây có một tháp hải đăng được xây dựng vào năm 1848.